# Base Georg von Neumayer

Sello postal alemán de 1981 que muestra la Base Georg von Neumayer.

La Base Georg von Neumayer (en alemán: Georg-von-Neumayer-Station) fue una estación de investigación permanente de Alemania ubicada en la barrera de hielo Ekström en la Antártida, a 7 km del frente de la barrera. Se hallaba en la bahía de Atka en la costa de la Princesa Marta de la Tierra de la Reina Maud. Fue inaugurada el 24 de febrero de 1981 y nombrada en homenaje al investigador polar alemán Georg von Neumayer (1826-1909).
La base consistía en dos tubos de acero de 50 m de largo, 6,70 m de altura y 7,70 m de ancho. Las dos partes se acoplaban entre sí y se conectaban por un paso interior continuo. La estación tenía dispositivo de radio, cocina, lavandería y tratamiento de aguas. Cada parte tenía un generador diesel de 75 kVA. 
La base fue un observatorio para la investigación geofísica, mediciones meteorológicas y química del aire, así como una base logística para expediciones de verano.
Como la base se estaba hundiendo en el hielo debido al calor que generaba, en 1993 fue inaugurada la Base Neumayer II para sustituirla, a unos pocos kilómetros sureste. El 20 de febrero de 2009 esta última fue sustituida por la Base Neumayer III.